# کارن تاکیزاوا
کارن تاکیزاوا (انگلیسی: Karen Takizawa; ۱۳ مهٔ ۱۹۹۲ – ) بازیگر، و شخصیت‌های تلویزیونی در ژاپن اهل ژاپن بود.